# Karol Paweł Sulikowski
Karol Paweł Sulikowski,, właśc. Karol Aleksander Paweł Sulikowski herbu Sulima (ur. 25 stycznia 1876 w Warszawie, zm. 25 czerwca 1965 w Łodzi) – działacz przemysłowy, sekretarz Ignacego Mościckiego.

## Życiorys
Uczył się w 1885 w prywatnej szkole Hermana Benniego, jednak szkołę zamknięto w związku z prowadzeniem tajnych wykładów w języku polskim przez Adolfa Dygasińskiego. Następnie uczył się w warszawskim V Gimnazjum Filologicznym. Od 1894 studiował na Wydziale Mechanicznym Politechniki w Charlottenburgu. W trakcie studiów odbywał praktyki w fabryce parowozów L. Schwartzkopfa w Berlinie (1896–1897) oraz nawiązał współpracę z czasopismem „Dienlich”. W 1902 wydalony z Niemiec w związku z nielegalną działalnością polityczną, ostatecznie ukończył studia na Politechnice we Lwowie. Następnie odbył staż w warsztatach mechanicznych kolei Warszawsko-Wiedeńskiej i podjął pracę w Pruszkowie. Jeszcze w 1903 wyjechał do USA, gdzie praktykował w fabryce maszyn „Steele and Condict” w Jersey City i fabryce pras „E. W. Bliss” w Nowym Jorku, a także współpracował ze Związkiem Wychodźstwa Polskiego i Skarbem Narodowym. W 1904 poznał w Chicago Romana Dmowskiego, z którym podróżował do Detroit i Buffalo, odwiedzając Polonię amerykańską.
Następnie nawiązał kontakt z przebywającym w Szwajcarii Ignacym Mościckim i przeniósł się do Fryburga, zostając jego sekretarzem. Sulikowski wspierał go w badaniach nad przemysłową produkcją kwasu azotowego z powietrza, współfinansując Towarzystwo Kwasu Azotowego we Fryburgu (Société de l’Acide Nitrique). Dokonał także reorganizacji i prowadził księgowość SAN. W latach 1908–1910 nadzorował budowę fabryki kwasu azotowego koncernu „Aluminium A.G. Neuhausen” w Chippis”, w której produkowano kwas azotowy metodą opracowaną przez Mościckiego.
W 1912 przeniósł się do Galicji, gdzie w 1913 założył Spółkę Inicjatywy Przemysłowej w celu produkcji kwasu azotowego metodą Mościckiego i rozpoczął budowę fabryki (we współpracy ze Stefanem Ossowskim i Janem Kantym Steczkowskim) w Borach, którą z powodu rozpoczęcia I wojny światowej przerwano. W latach 1915–1918 zarządzał rodzinnym majątkiem w Popieniu, w zastępstwie za brata Adama, który dostał się do niewoli niemieckiej. W 1919 uzyskał w spadku folwark Dąbrowa.
W 1919 dokończył budowę fabryki „Azot” w Borach i został jej kierownikiem. W związku z kryzysem gospodarczym szybko wstrzymał produkcję, którą rozpoczął ponownie po reformie gospodarczej Władysława Grabskiego w 1924. W 1928 rozpoczął budowę dworu w Dąbrowie wg projektu Jana Witkiewicza. W 1929 fabryka „Azot” zbankrutowała, Sulikowski zaś zamieszkał w Dąbrowie. Od 1930 pracował w Zjednoczonych Fabrykach Maszyn i Wagonów Ludwik Zieleniewski i Fitzner-Gamper SA w Siemianowicach Śląskich, a następnie jako radca techniczny w Urzędzie Patentowym w Warszawie. Od 1932 powrócił do Dąbrowy, gdzie zajmował się administracją majątku.
Podczas II wojny światowej majątek w Dąbrowie przeszedł w zarząd niemiecki, następnie w 1944 jego część została przejęta pod budowę lotniska Luftwaffe, a w styczniu 1945 w wyniku ataku Armii Czerwonej pałac został zniszczony. W lutym 1945 z powodu reformy rolnej Sulikowski został wywłaszczony bez odszkodowania i w marcu 1945 zamieszkał w Łodzi. W grudniu 1950 dostał pracę jako tłumacz w łódzkim Centralnym Biurze Technicznym Przemysłu Maszyn Włókienniczych, a 1958 otrzymał rentę i od tego momentu udzielał korepetycji z języków obcych.

### Życie prywatne
Był synem Karola Sulikowskiego –dyrektora kolei warszawsko-wiedeńskiej i Julii Wandy z domu Krukowieckiej (zm. 1916), córki Aleksandra Krukowieckiego. Jego żoną była Maria Antonina z domu Przyłuska (1882–1962) – doktor chemii, z którą miał troje dzieci: Stefana (ur. 1911), inżyniera mechanika, wykładowcę Politechniki Warszawskiej i redaktora miesięcznika „Technika Lotnicza i Astronautyczna”, Zofię Luxemburg (1916–1957) i Wandę Teresę (ur. 1925) – historyczkę. Był prawnukiem gen. Jana Krukowieckiego. Gromadził na jego temat materiały, które przekazał BUW.
Został pochowany na cmentarzu Doły w Łodzi, a z czasem przeniesiony o grobu rodzinnego na cmentarzu w Jeżowie.

## Odznaczenia
- Złota Odznaka NOT[2].